# Anne-Gabrielle Heilbronner
Pour les articles homonymes, voir Heilbronner.
Anne-Gabrielle Heilbronner est une dirigeante d'entreprises et ancienne haute fonctionnaire française. Elle a exercé différentes fonctions de direction dans des groupes privés ou publics.

## Biographie
Ancienne élève de l'ENA, promotion René Char, elle est membre démissionnaire du corps de l'Inspection générale des finances.
Elle est la fille de François Heilbronner, ancien directeur adjoint et directeur du cabinet du Premier ministre Jacques Chirac (de 1975 à 1976 et 1986) avant d'être nommé PDG du groupe d'assurances GAN. Elle est mère de 4 enfants et a été l'épouse d'Imad Lahoud, condamné dans l'affaire Clearstream 2, dont elle a divorcé en 2018.

## Carrière
À la sortie de l'ENA et après quatre ans de tournée à l'Inspection des Finances, elle a poursuivi sa carrière à la direction du Trésor au ministère de l'Économie, où elle a travaillé à la privatisation du Crédit foncier de France et à la création des obligations foncières, avant de rejoindre, en 2000, le groupe Euris.
En septembre 2003, elle est nommée directrice « corporate finance » auprès de Jean-Charles Naouri, le PDG du groupe Casino. Entre septembre et novembre 2004, elle participe en tant que rapporteur à la commission sur le projet industriel et financier d'EDF ; rapport remis au ministre de l'Économie, des Finances et de l'Industrie, Nicolas Sarkozy. Elle a été nommée directrice de cabinet d'Éric Woerth, secrétaire d'État à la Réforme de l'État, en février 2005, contrat qui prend fin le 31 mai 2005 au départ du ministre. En juillet 2005, elle devient conseillère auprès du ministre, chargée du budget, de la réforme du ministère et des affaires économiques internationales au cabinet du ministre des Affaires étrangères, Philippe Douste-Blazy avant de devenir directrice de l'audit et des risques à la SNCF, en remplacement d'Emmanuel Kesler, conseiller référendaire à la Cour des comptes. Elle est Managing Director et Senior Banker à la Société Générale (SGCIB) en 2011, avant de rejoindre Publicis Groupe en avril 2012. 
Elle est nommée secrétaire générale du groupe en 2013, avant d'entrer au directoire en 2014. Au directoire, elle est chargée des affaires juridiques, des ressources humaines, de la responsabilité sociétale des entreprises, du Women's Forum, de l'audit et des achats. Son mandat de membre du directoire a été renouvelé en 2018 puis 2022.